# مرض تيكسير
مرض تيكسير (بالإنجليزية: Texier's disease) هوَ تصلب زائف في الجِلد يَحدث بعد حَقن فيتامين ك، فيكون هُناك تصلب تحت الجلد مع أو بدون التهاب اللفافة الذي يستمر لعدة سنوات.:123